# Levenscycluskostenanalyse
Een levenscycluskostenanalyse is een methodiek voor het in kaart brengen van de financiële kosten van een product of dienst die investeringskosten, beheers- en onderhoudskosten en 'sloopkosten' onderling vergelijkbaar maakt.

## Methodiek
Bij de methodiek die veelal voor levenscycluskostenberekeningen gebruikt wordt, wordt de invloed van inflatie buiten beschouwing gelaten; men gaat uit van een inflatieloos rentepercentage om de kosten uit de verschillende levensfasen terug te rekenen naar één moment, waardoor het mogelijk wordt om producten onderling te vergelijken.
Men kan uitgaan van present worth (PW), waarbij de kosten berekend worden ten opzichte van t=0 (het moment van "aanschaf") of annual worth (AW), waarbij de kosten per jaar bepaald worden.

## Discussie
Levensduur is bij een levenscycluskostenanalyse een belangrijke parameter. Het is dan ook van groot belang om de levensduur van een product zo nauwkeurig mogelijk in te schatten.
Voor de discussie over de wijze waarop milieueffecten bepaald worden kan het werk van Asko Sarja als naslagwerk dienen, zie ook Levenscyclusanalyse.